# Ван Шоугуань
Ван Шоугуань (кит. трад. 王綬琯, упр. 王绶琯, пиньинь Wáng Shòuguān; 15 января 1923, Фучжоу — 28 января 2021, Пекин) — китайский астроном, президент и почётный президент Китайского астрономического общества, один из основателей современной астрофизики и радиоастрономии в Китае. Академик Китайской академии наук (1980). Делегат 5-го, 6-го, 7-го и 8-го созывов Всекитайского собрания народных представителей

## Биография
В 1936 году, в возрасте 13 лет, Ван Шоугуань поступил в военно-морскую школу, сначала изучал мореходство, но позже перешел на кораблестроение из-за близорукости. После школы в 1943 году год проработал на заводе. В 1945 году он продолжил учебу в Соединенном Королевстве, где учился в классе кораблестроения Королевского военно-морского колледжа в Гринвиче. В 1950 году он переключился на астрономию и был принят на работу помощником астронома в Лондонский университет.
Ван вернулся в Китай в 1953 году. Он последовательно работал в обсерватории Цзыцзиньшань, обсерватории Сюйцзяхуэй (Xujiahui Observatory (Shanghai Meteorological Museum)) и Пекинской астрономической обсерватории. В 1994 году он стал директором Отделения математической физики Китайской академии наук.

## Научные достижения

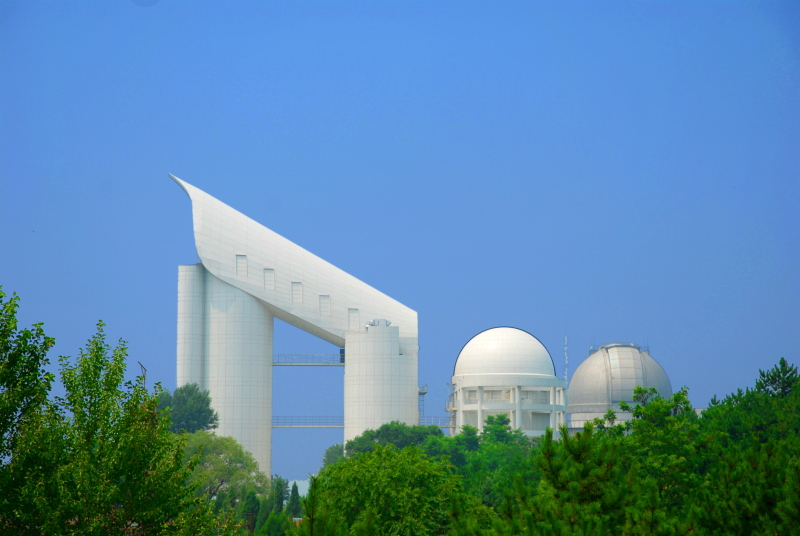
Телескоп LAMOST, Синлун

Автор первого китайского радиотелескопа.
Предложил схему телескопа на оптоволокнах LAMOST, крупнейшего в настоящее время китайского телескопа.

## Премии и награды
- 1980 — академик Китайской академии наук[2][3].
- 1993 — астероид с международным кодом 3171 был назван «Ваншоугуань»[2][3].
- 1996 — премия за научно-технический прогресс Фонда Хо – Люн – Хо – Ли[англ.]
- 1998 — член Международной Евразийской академии наук[2][3]